# Ресдорф (Шлезвіг-Гольштейн)
Ресдорф (нім. Reesdorf) — громада в Німеччині, розташована в землі Шлезвіг-Гольштейн. Входить до складу району Рендсбург-Екернферде. Складова частина об'єднання громад Бордесгольм.
Площа — 3,07 км2. Населення становить 162 ос. (станом на 31 грудня 2020).